# Dharmakīrti
Ne doit pas être confondu avec Dharmakīrti (Serlingpa).
Dharmakīrti (milieu du VIIe siècle) est un important philosophe et logicien indien, de l'école bouddhiste yogācāra.

## Biographie
Né en Inde dans une famille de brahmanes du sud, il étudie d'abord la philosophie non bouddhiste. Élève de Dharmapala, il devient lui aussi patriarche à l'université de Nalanda où il enseigne. Il se réclame d'un bouddhisme mahāyāna d'obédience yogācāra(Cittamātra).

## Philosophie et logique
Il est l'un des théoriciens de l'atomisme bouddhiste selon lequel les seuls éléments dotés d'une existence momentanée sont les atomes et les états de conscience. Il réinterprète les travaux logiques de Dignaga et il est très influent parmi les logiciens hindous et bouddhistes. Dharmakirti présente la plupart de ses idées sous la forme de commentaires des œuvres de Dignaga, même si ses théories sont plus traditionnelles que son inspirateur. Contrairement à ce dernier qui pose l'inférence comme unique preuve possible, il retourne à la preuve par l'autorité des paroles du Bouddha. Ses théories sont très étudiées au Tibet depuis la traduction de ses œuvres aux VIIIe et XIe siècles. Elles font partie du programme de base des études monastiques surtout dans l'école Gelugpa.
La logique de Dharmakirti découle des vues du courant Sautrantika, mais lui-même se réclamait de l'école yogācāra (Cittamātra).

## Œuvres principales
- Saṃbandhaparikṣāvrtti (Analyse des relations)
- Pramāṇaviniścaya (Affirmation sur la connaissance valide) (vers 640)
- Pramāṇavarttikakārika (Commentaire sur le Compendium sur la connaissance valide de Dignāga)
- Nyāyabinduprakaraṇa (Goutte de raisonnement)
- Hetubindunāmaprakaraṇa (Goutte de raisons)
- Saṃtānātarasiddhināmaprakaraṇa (Preuve du continuum des autres)
- Vādanyāyanāmaprakaraṇa (Raisonnements pour les débats)
- Rūpāvatāra (Descente des formes [grammaticales], une grammaire sanskrite peut-être par un homonyme)
- Svārthānumānapariccheda (Tshad ma rnam 'grel. Traité de logique bouddhique en sept chapitres)

#### Traductions de Dharmakīrti
- Dharmakīrti on the Cessation of Suffering. A Critical Edition with Translation and Comments of Manorathanandinʼs Vṛtti and Vibhūticandraʼs Glosses on Pramāṇavārttika II.190-216, trad. Cristina Pecchia, Leyde, Brill, 2015, 318 p.
- Dharmakîrti's Pramanavarttika. An Annotated Translation of the Fourth Chapter (Parathanumana), trad. Tom J. F. Tillemans, Verlag Der Osterreichischen Akademie Der Wiss, 2000, 256 p. ; trad. du chap. 1 : Hayes et Gillon, 1991
- Hetubindu of Dharmakīrti: a Sanskrit version translated with an introduction and notes, trad. Pradîpa Gokhale, Delhi, Sri Satguru Publications, coll. "Bibliotheca Indo-Buddhica series", n° 183, 1997.
- Nyâya-bindu (Drop of logic), trad. an. Fedor I. Shcherbatskoï : Buddhist Logic, Saint Pétersbourg, 1930, vol. 2 ; rééd. New York, Dover Publications, 1962.
- Vādanyāya of Dharmakīrti: the logic of debate, critically edited and translated with introduction and notes, trad. Pradîpa Gokhale, Delhi, Sri Satguru Publications, 1993.

#### Études sur Dharmakīrti
- Georges Dreyfus, Recognizing Reality: Dharmakirti's Philosophy and Its Tibetan Interpretations, coll. "SUNY Series in Buddhist Studies", State University of New York Press, 1997, 622 p. Texte partiellement en ligne
- Georges Dreyfus, Les deux vérités selon les quatre écoles, Marzens, éd. VajraYogini, 2000, 260 p.
- (en) John D. Dunne, Foundations of Dharmakirti's Philosophy, Wisdom Publications, 2004, 496 p. Texte partiellement en ligne
- (en) Vincent Eltschinger, « Dharmakīrti », Revue internationale de philosophie, vol. 253 « Buddhist Philosophy », no 3,‎ 2010, p. 397–440 (lire en ligne)
- Vincent Eltschinger et Isabelle Ratié, Qu'est-ce que la philosophie indienne ?, Paris, Gallimard, coll. « Folio Essais (inédit) », 2023, 558 p. (ISBN 978-2-072-71173-2), passim (v. Index)
- (en) Brendan Gillon, « Logic in Classical Indian Philosophy », sur plato.stanford.edu, The Stanford Encyclopedia of Philosophy, 2023 (consulté le 16 décembre 2024)
- (en) Rajendra Prasad, Dharmakirti's Theory of Inference. Revaluation and Reconstruction, Oxford University Press India, 2002, 302 p.
- (en) Fyodor Shcherbatskoy, Buddhist Logic, 1932.
- (en)Tom J.F. Tillemans, Scripture, Logic, Language. Essays on Dharmakirti and His Tibetan Successors, Wisdom Publications, 1999, texte partiellement en ligne
- (en) Tom Tillmans, « Dharmakīrti », sur plato.stanford.edu, The Stanford Encyclopedia of Philosophy, 2020 (consulté le 16 décembre 2024)